# جناح اصول‌گرایان
اصول‌گرایان و یا بنیادگرایان که به عوض آن محافظه‌کاران ایرانی نیز شناخته می‌شوند و قبلاً به آن جناح راست و یا راست گفته می‌شد؛ یکی از دو جریان سیاسی اصلی در جمهوری اسلامی ایران هستند. پس از سال ۱۳۷۸ و انتخابات مجلس ششم تا ۱۳۸۱ و انتخابات شوراها، جریان اصول‌گرایان از دل جریان راست متولد شد. بخشی از بنیان‌گذاران این جریان از اعضای گروه جامعتین (جامعه روحانیت مبارز و جامعه مدرسین حوزه علمیه قم) بوده‌اند. جناح اصول‌گرایان از زمان شکل‌گیری جناح اصلاحات، به‌عنوان جناح مقابل آن شناخته می‌شود. اصطلاح تندروهایی است که برخی منابع غربی در زمینه سیاسی ایران از آن استفاده می‌کنند معمولاً به این جناح اشاره می‌کند، اگرچه اردوگاه اصلی اصولگرایان عمدتاً شامل گرایش‌های میانه‌رو هم است. اصولگرایان اکنون بیشتر خود را با عنوان «جبهه انقلاب» می‌شناسانند.
در سیاست ایران، اصول‌گرایان به طرفداران محافظه‌کار رهبر ایران، علی خامنه‌ای اشاره می‌کند و محافظت از اصول ایدئولوژیک روزهای نخست انقلاب اسلامی حمایت می‌کند. به گفته حسین موسویان، اصول‌گرایان جنبش اصلی جناح راست (محافظه‌کار) در ایران را تشکیل می‌دهند. آنها نسبت به رقبای اعتدال‌گرا و اصلاح طلب خود بیشتر مذهبی‌گرا هستند و با نهاد روحانیت مستقر در قم نزدیکترند.
اعلامیه ای که توسط آن‌ها صادر شده و به عنوان مانیفست اصول‌گرایان، بر وفاداری به اسلام و انقلاب ایران، اطاعت از رهبر جمهوری اسلامی ایران و وفاداری به اصل ولایت فقیه متمرکز است.
طبق یک نظرسنجی انجام شده توسط مرکز تحقیقات صدا و سیما در آذر ۱۳۹۹، ۱۷٫۷٪ از ایرانیان به اصول‌گرایان و در مقایسه، ۱۶٫۱٪ به اصلاح‌طلبان تمایل پیدا کردند.
اصول‌گرایان در حال حاضر بر بیشتر نهادهای دولتی و اداری ایران از جمله مجلس خبرگان رهبری، مجلس شورای اسلامی، شوراهای اسلامی شهر و روستا و همچنین مؤسسات غیر دموکراتیک مانند شورای نگهبان، مجمع تشخیص مصلحت نظام و قوه قضائیه تسلط دارند.

## تاریخچه
پس از پیروزی سید محمد خاتمی در انتخابات ریاست جمهوری هفتم در سال ۱۳۷۶ از نام اصلاح‌طلب برای نامیدن افراد و گروه‌های هوادار وی استفاده شد. اصلاح‌طلبان نیز برای طیف مخالف خود از واژه محافظه‌کاران استفاده می‌کردند. همچنین برای اصلاح طلبان از اصطلاح غیررسمی دوم خردادی‌ها نیز استفاده می‌شد. در واکنش به اصلاح‌طلبان، طیف مقابل به مرور از عبارت اصول‌گرایان برای توصیف خود استفاده کردند. در رویدادهای مرتبط با انتخابات دهم ریاست جمهوری، از جریان اصلاحات جنبش سبز متولد شد و در مقابل اصول‌گرایان از عبارت جریان فتنه برای اشاره به اصلاح‌طلبان و معترضین به نتایج انتخابات دهم استفاده می‌کردند.
پس از انتخابات دهم ریاست جمهوری، اختلاف‌ها و چنددستگی‌ها در جریان اصول‌گرایی، شدت یافت و به مرور زمان، شدیدتر شد. تا جایی که این اختلاف‌ها در پایان دولت دوم محمود احمدی‌نژاد، به بیشترین میزان خود از زمان تشکیل جناح اصول‌گرا رسید.
در انتخابات سال ۱۳۹۶ نیز اصولگرایان به رهبری محمدباقر قالیباف از سید ابراهیم رئیسی به عنوان کاندیدا حمایت نمودند ولیکن در این انتخابات شکست خوردند.
در انتخابات سال۱۴۰۰ نیز اصولگرایان به حمایت سید ابراهیم رئیسی برآمدند که در این انتخابات سید ابراهیم رئیسی به عنوان هشتمین رئیس‌جمهور ایران مشغول به کار شد.

## مواضع مذهبی و سیاسی

### مواضع مذهبی و اعتقادی
در سال‌های پس از انقلاب اسلامی در تقابل و مقابله با طیف لیبرال که حامی تغییر ساختارهای مذهبی موجود، از جمله دستگاه روحانیت، تقلید، روحانیت و منطبق کردن احکام دینی و احکام اسلامی با ارزش‌های نوین مانند دموکراسی، مردم سالاری و حقوق بشر بودند، جریان‌هایی نیز بودند که مایل به حفظ وضع موجود و مخالف تغییر در ساختارها و باورهای سنتی می‌باشند. هم‌اکنون واژه اصول‌گرایی از طرف خود این افراد برای توصیف خط‌مشی فکری خود به کار می‌رود. اکثریت جریانات مذهبی و دستگاه و طبقه روحانیت عمدتاً در مجموعه اصول‌گرایان شناخته می‌شوند. طیف روشنفکران لیبرال، طیف اصول‌گرایان را متهم به تفسیر خشونت‌آمیز و واپسگرایانه و انحرافی از دین می‌کنند. اصول‌گرایان نیز طیف روشنفکران لیبرال را اهل مسامحه بر سر ارزش‌های مذهبی و غرب‌زده معرفی می‌کنند.

### مواضع سیاسی
بیانیه مشترکی که در سال ۲۰۱۰ توسط دو حزب اصلی سیاسی اصولگرا (انجمن روحانیت مبارز و جامعه مدرسین حوزه علمیه قم) منتشر شد، خلاصه‌ای از عناصر اساسی اصولگرایی است:
1. وفاداری به اسلام و انقلاب اسلامی
2. پیروی از ولی فقیه رهبر ایران و ارادت به اصل ولایت فقیه

### سیاست خارجی
اصول‌گرایان به‌طور کلی وضع موجود در سطح بین‌المللی را رد می‌کنند و معتقدند که ایران باید در رأس جنبشی باشد که انقلاب اسلامی را ترویج می‌کند. آنها ایالات متحده را تهدیدی علیه نظام و مانعی برای نفوذ ایران در منطقه می‌دانند. طرفین متعلق به این اردوگاه به‌طور کلی توسعه ظرفیت‌های بومی را در فناوری‌های اصلی (هسته‌ای، نظامی، هوافضا، دارویی و غیره) تقویت می‌کنند و بر این باورند که گرایش به سمت بازارهای بین‌المللی خطری برای نظام محسوب می‌شود.

## جناح‌ها
- محافظه‌کاران فوق‌العاده – که به آنها نومحافظه‌کار نیز می‌گویند – متشکل از افراد غیر روحانی است که به‌طور جمعی از سپاه پاسداران انقلاب اسلامی نمایندگی می‌کنند. این محافظه‌کاران از دولت اسلام‌گرایان حمایت می‌کنند و در برابر غرب تهاجمی‌تر و به صورت علنی مقابله می‌کنند.
- محافظه‌کاران سنتی جناح سیاسی هستند که به تشکیل دولت انقلابی کمک می‌کنند و می‌توانند به روابط شخصی با روح‌الله خمینی اشاره کنند. این محافظه کاران از دولت اسلام‌گرا حمایت می‌کنند و از حکومت روحانیت دفاع می‌کنند.

## تشکل و سازمان‌های اصول‌گرا
پس از پیروزی جبهه دوم خرداد در انتخابات ریاست جمهوری سال ۱۳۷۶ ایران، گروه‌های اصول‌گرا بر این باور بودند که جبهه دوم خرداد از اصول انقلاب یعنی اسلام، قانون اساسی، ولایت فقیه، رهبری روح‌الله خمینی، و رهبری سید علی خامنه‌ای دور شدند؛ بنابراین جریان سیاسی فوق در مقابل پیروان سید محمد خاتمی، عنوان اصول‌گرایان را برای خود انتخاب کردند. مهم‌ترین تشکل‌های اصول‌گرا در انتخابات دوره هشتم مجلس شورای اسلامی نام خود را جبهه متحد اصول‌گرایان گذاشتند و به‌شرح زیر هستند:
1. حزب ایستادگی ایران اسلامی
2. حزب مؤتلفه اسلامی
3. حزب پایداری انقلاب اسلامی
4. جامعه روحانیت مبارز
5. جمعیت ایثارگران انقلاب اسلامی
6. جامعه زینب
7. انجمن اسلامی پزشکان
8. جامعه اسلامی دانشجویان
9. آبادگران ایران اسلامی
10. انصار حزب‌الله
11. جامعه اسلامی مهندسین
12. پیشرفت و عدالت ایران اسلامی
13. جبهه ایران اسلامی

این تشکل‌ها را بر اساس گرایش‌های سیاسی آن‌ها می‌توان به چهار دسته زیر تقسیم‌بندی نمود:
1. اصول‌گرایان سنتی
2. اصول‌گرایان تحول‌خواه
3. اصول‌گرایان پیرو احمدی‌نژاد
4. اصول‌گرایان مستقل

## احزاب سیاسی
اصول‌گرایان نامی است که محافظه‌کاران پس از انتخابات دور اول شوراهای شهر بر خود نهادند.
مریم بهروزی دبیرکل سابق جامعهٔ زینب معتقد است اصول‌گرایان سه طیف هستند:
- طیف پیروان خط امام و رهبری که جامعهٔ زینب هم بخشی از همین طیف است.
- طیف تحول‌خواهان و جمعیت ایثارگران که دو یا سه حزب دارند.
- طیف پیرامون محمود احمدی‌نژاد.

### جامعه روحانیت مبارز
در سال ۱۳۵۶ به تأکید روح‌الله خمینی و حمایت وی از مرتضی مطهری نخستین هسته جامعه روحانیت مبارز شکل گرفت و اساسنامه آن هم در سال ۱۳۵۷ تدوین شد. برنامه‌ریزی راهپیمایی‌ها، سخنرانی در مساجد، تهیهٔ شعارها و هماهنگی و سازماندهی مبارزات بر ضد حکومت پهلوی عمدتاً برعهدهٔ جامعه روحانیت مبارز بود. در آذر ۱۳۵۸ به توصیه بنیان‌گذار جمهوری اسلامی ایران اساسنامهٔ جدیدی تنظیم شد. جامعه روحانیت مبارز با همکاری برخی روحانیون انقلابی همچون مرتضی مطهری، سید محمد حسینی بهشتی، محمدرضا مهدوی کنی، محمدعلی موحدی‌کرمانی، عباسعلی عمید زنجانی، محمد مفتح، علی‌اکبر ناطق‌نوری و محمدجواد باهنر بنیان نهاده شد.

### مؤتلفه اسلامی
مؤتلفه اسلامی، که در دی ماه سال ۱۳۶۶، در هفتمین مجمع عمومی خود، به «حزب مؤتلفه اسلامی» تغییر نام داد.
از چهره‌های مؤثر و مشهور حزب مؤتلفه اسلامی در گذشته، می‌توان از مهدی عراقی، مهدی بهادران، اسدالله لاجوردی، سید علی اندرزگو، محمد بخارایی، محمدصادق امانی، رضا صفار هرندی، مرتضی نیک‌نژاد، محمدصادق اسلامی، احمد شهاب، علی درخشان، حبیب‌الله عسگراولادی و سید علی‌اکبر پرورش نام برد. از میان چهره‌های سیاسی موجود نیز، می‌توان از اسدالله بادامچیان، محمدنبی حبیبی، حمیدرضا ترقی، محمدعلی امانی،توکلی بینا، کاظم انبارلویی، حسین انواری، فاطمه رهبر و حسن صبوری نام برد. ارگان رسمی این حزب هفته نامه شما است.

### انتخابات هفتم اسفند ۱۳۹۴
درگذشت محمدرضا مهدوی کنی در سال ۱۳۹۳ خورشیدی موجب شد که اصول‌گرایان با مشکلات گوناگونی برای کسب پیروزی در انتخابات دهمین دوره مجلس شورای اسلامی و انتخابات پنجمین دوره مجلس خبرگان رهبری که به‌طور هم‌زمان در ۷ اسفند ۱۳۹۴ برگزار شد، مواجه شوند. اصول‌گرایان برای ایجاد انسجام در تشکیلات خود، اقدام به ایجاد ائتلافی تحت عنوان ائتلاف بزرگ اصول‌گرایان، به رهبری محمدعلی موحدی کرمانی و غلامعلی حدادعادل کردند. این ائتلاف از نظر اکثر احزاب اصول‌گرای وقت مورد تأیید قرار گرفت. در جناح رقیب، اتحاد میان سید محمد خاتمی، اکبر هاشمی رفسنجانی، حسن روحانی و سید حسن خمینی نوعی یکپارچگی را در اردوگاه اصلاح‌طلبان و اعتدال‌گرایان پدیدآورد. سرانجام اصول‌گرایان در دهمین دوره از انتخابات مجلس شورای اسلامی در شهر تهران شکست سنگینی را متحمل شدند، به‌طوری‌که حدادعادل، سر لیست ائتلاف بزرگ اصول‌گرایان و دیگر نامزدهای ائتلاف بزرگ اصول‌گرایان در شهر تهران از راهیابی به مجلس دهم بازماندند.

## رسانه‌ها
- روزنامه کیهان
- یا لثارات الحسین
- رجانیوز
- روزنامه رسالت
- مشرق نیوز
- روزنامه قدس
- روزنامه وطن امروز
- روزنامه صبح نو
- روزنامه جوان
- روزنامه سیاست روز
- روزنامه ابرار
- روزنامه عصر ایرانیان
- پرتو سخن

## عملکرد انتخاباتی
ریاست‌جمهوری
| سال       | ائتلاف                                        | سیاست                                                | نتیجه              |
| --------- | --------------------------------------------- | ---------------------------------------------------- | ------------------ |
| ۱۳۸۴خرداد | شورای هماهنگی نیروهای انقلاب اسلامی           | حمایت از علی لاریجانی                                | شکست               |
| ۱۳۸۴خرداد | جبهه پیروان خط امام و رهبری                   | حمایت از علی لاریجانی                                | شکست               |
| ۱۳۸۴خرداد | جبهه خردورزان ایران                           | حمایت از علی لاریجانی                                | شکست               |
| ۱۳۸۴خرداد | ائتلاف آبادگران ایران اسلامی                  | اختلاف در معرفی احمدی‌نژاد یا قالیباف                 | —                  |
| ۱۳۸۴خرداد | جبهه اصول‌گرایان تحول‌خواه                      | حمایت از محمدباقر قالیباف                            | شکست               |
| ۱۳۸۴خرداد | ائتلاف عزم ملی برای توسعه ایران اسلامی        | حمایت از محمدباقر قالیباف                            | شکست               |
| ۱۳۸۴خرداد | جبهه اصول‌گرایان اصلاح‌طلب ایران اسلامی         | حمایت از علی‌اکبر ولایتی ← اکبر هاشمی رفسنجانی        | راهیابی به دور دوم |
| ۱۳۸۴خرداد | جبهه مردمی ایران اسلامی                       | حمایت از محسن رضایی                                  | کناره‌گیری          |
| ۱۳۸۴خرداد | ائتلاف آزاد جوانان ایران اسلامی               | حمایت از محسن رضایی                                  | کناره‌گیری          |
| ۱۳۸۴خرداد | ائتلاف اقدام ملی                              | حمایت از محسن رضایی                                  | کناره‌گیری          |
| ۱۳۸۴تیر   | شورای هماهنگی نیروهای انقلاب اسلامی           | اعلام موضع سکوت                                      | —                  |
| ۱۳۸۴تیر   | جبهه پیروان خط امام و رهبری                   | عدم موضع‌گیری                                         | —                  |
| ۱۳۸۴تیر   | جبهه خردورزان ایران                           | عدم موضع‌گیری                                         | —                  |
| ۱۳۸۴تیر   | ائتلاف آبادگران ایران اسلامی                  | حمایت از محمود احمدی‌نژاد                             | پیروزی             |
| ۱۳۸۴تیر   | جبهه اصول‌گرایان تحول‌خواه                      | حمایت از محمود احمدی‌نژاد                             | پیروزی             |
| ۱۳۸۴تیر   | ائتلاف آزاد جوانان ایران اسلامی               | حمایت از محمود احمدی‌نژاد                             | پیروزی             |
| ۱۳۸۴تیر   | ائتلاف اقدام ملی                              | اعلام موضع سکوت                                      | —                  |
| ۱۳۸۴تیر   | ائتلاف عزم ملی برای توسعه ایران اسلامی        | عدم موضع‌گیری                                         | —                  |
| ۱۳۸۴تیر   | جبهه مردمی ایران اسلامی                       | عدم موضع‌گیری                                         | —                  |
| ۱۳۸۴تیر   | جبهه اصول‌گرایان اصلاح‌طلب ایران اسلامی         | حمایت از اکبر هاشمی رفسنجانی                         | شکست               |
| ۱۳۸۸      | جبهه اصول‌گرایان تحول‌خواه                      | عدم موضع‌گیری                                         | —                  |
| ۱۳۸۸      | جبهه پیروان خط امام و رهبری                   | رأی‌دهی تاکتیکی به محمود احمدی‌نژاد                    | پیروزی             |
| ۱۳۸۸      | جبهه اصول‌گرایان اصلاح‌طلب ایران اسلامی         | حمایت از سید محمدباقر خرازی ← محمود احمدی‌نژاد        | پیروزی             |
| ۱۳۸۸      | جبهه مردمی ایران اسلامی                       | حمایت از محمود احمدی‌نژاد                             | پیروزی             |
| ۱۳۸۸      | ائتلاف آزاد جوانان ایران اسلامی               | حمایت از محمود احمدی‌نژاد                             | پیروزی             |
| ۱۳۸۸      | ائتلاف حزب‌الله                                | حمایت از سید محمدباقر خرازی ← حسین کنعانی‌مقدم        | رد صلاحیت          |
| ۱۳۹۲      | ائتلاف پیشرفت (ائتلاف ۱+۲)                    | فروپاشی ائتلاف بین قالیباف، ولایتی و حداد عادل       | —                  |
| ۱۳۹۲      | ائتلاف اکثریت اصول‌گرایان (ائتلاف ۲+۳)         | حمایت از سید محمدحسن ابوترابی‌فرد                     | کناره‌گیری          |
| ۱۳۹۲      | جبهه پیروان خط امام و رهبری                   | حمایت از علی‌اکبر ولایتی                              | شکست               |
| ۱۳۹۲      | جبهه اصول‌گرایان اصلاح‌طلب ایران اسلامی         | حمایت از علی‌اکبر ولایتی                              | شکست               |
| ۱۳۹۲      | جبهه حامیان ولایت                             | حمایت از علی‌اکبر ولایتی                              | شکست               |
| ۱۳۹۲      | جبهه ایستادگی ایران اسلامی                    | حمایت از محسن رضایی                                  | شکست               |
| ۱۳۹۲      | جبهه پایداری انقلاب اسلامی                    | حمایت از کامران باقری لنکرانی ← سعید جلیلی           | شکست               |
| ۱۳۹۲      | جبهه حماسه‌سازان انقلاب اسلامی                 | حمایت از علیرضا زاکانی ← سعید جلیلی                  | شکست               |
| ۱۳۹۲      | جبهه پیشگامان خدمت به خانواده‌های ایران اسلامی | حمایت از منوچهر متکی ← سعید جلیلی                    | شکست               |
| ۱۳۹۲      | جبهه تحول‌گرایان ولایی                         | حمایت از حسن الله‌وردی‌نژاد ← سعید جلیلی               | شکست               |
| ۱۳۹۲      | جبهه اصول‌گرایان مترقی                         | حمایت از علی فلاحیان                                 | رد صلاحیت          |
| ۱۳۹۲      | ائتلاف حزب‌الله                                | حمایت از سید محمدباقر خرازی                          | رد صلاحیت          |
| ۱۳۹۶      | جبهه مردمی نیروهای انقلاب اسلامی              | حمایت همزمان از محمدباقر قالیباف و سید ابراهیم رئیسی | شکست               |
| ۱۳۹۶      | جبهه پیروان خط امام و رهبری                   | حمایت از سید ابراهیم رئیسی                           | شکست               |
| ۱۳۹۶      | جبهه ایستادگی ایران اسلامی                    | حمایت از سید ابراهیم رئیسی                           | شکست               |
| ۱۳۹۶      | جبهه پایداری انقلاب اسلامی                    | حمایت از سید ابراهیم رئیسی                           | شکست               |
| ۱۳۹۶      | جبهه یکتا                                     | حمایت از سید ابراهیم رئیسی                           | شکست               |
| ۱۳۹۶      | جبهه تحول‌گرایان ولایی                         | حمایت از حمید بقایی                                  | رد صلاحیت          |
| ۱۳۹۶      | جبهه پیشرفت، رفاه و عدالت                     | حمایت از حسن روحانی                                  | پیروزی             |
| ۱۳۹۶      | جبهه اعتلای نوین ایران                        | حمایت از حسن روحانی                                  | پیروزی             |
| ۱۴۰۰      | شورای ائتلاف نیروهای انقلاب اسلامی            | حمایت از محمدباقر قالیباف ← سید ابراهیم رئیسی        | پیروزی             |
| ۱۴۰۰      | شورای وحدت نیروهای انقلاب اسلامی              | حمایت از سید ابراهیم رئیسی                           | پیروزی             |
| ۱۴۰۰      | جبهه پیروان خط امام و رهبری                   | حمایت از سید ابراهیم رئیسی                           | پیروزی             |
| ۱۴۰۰      | جبهه پایداری انقلاب اسلامی                    | حمایت از سید ابراهیم رئیسی                           | پیروزی             |
| ۱۴۰۰      | جبهه پیشرفت، رفاه و عدالت                     | حمایت از سید ابراهیم رئیسی                           | پیروزی             |
| ۱۴۰۰      | جبهه حامیان ولایت                             | حمایت از سید ابراهیم رئیسی                           | پیروزی             |
| ۱۴۰۰      | جبهه همبستگی ملی نیروهای انقلاب اسلامی        | حمایت از سید ابراهیم رئیسی                           | پیروزی             |
| ۱۴۰۰      | ائتلاف وحدت ملی                               | حمایت از سید ابراهیم رئیسی                           | پیروزی             |
| ۱۴۰۰      | جبهه ایستادگی ایران اسلامی                    | حمایت از محسن رضایی                                  | شکست               |
| ۱۴۰۳نخست  | شورای ائتلاف نیروهای انقلاب اسلامی            | حمایت از محمدباقر قالیباف                            | شکست               |
| ۱۴۰۳نخست  | جبهه مردمی نیروهای انقلاب اسلامی              | حمایت از محمدباقر قالیباف                            | شکست               |
| ۱۴۰۳نخست  | جبهه ایستادگی ایران اسلامی                    | حمایت از محمدباقر قالیباف                            | شکست               |
| ۱۴۰۳نخست  | ائتلاف مردمی نیروهای انقلاب اسلامی            | حمایت از سعید جلیلی                                  | راهیابی به دور دوم |
| ۱۴۰۳نخست  | جبهه صبح ایران                                | حمایت از سعید جلیلی                                  | راهیابی به دور دوم |
| ۱۴۰۳نخست  | جبهه پایداری انقلاب اسلامی                    | حمایت از سعید جلیلی                                  | راهیابی به دور دوم |
| ۱۴۰۳نخست  | شورای وحدت نیروهای انقلاب اسلامی              | حمایت از مصطفی پورمحمدی                              | شکست               |
| ۱۴۰۳نخست  | جبهه پیشرفت، رفاه و عدالت                     | حمایت از مصطفی پورمحمدی                              | شکست               |
| ۱۴۰۳نخست  | جبهه تحول‌خواهان انقلابی                       | حمایت از علیرضا زاکانی                               | کناره‌گیری          |
| ۱۴۰۳دوم   | شورای ائتلاف نیروهای انقلاب اسلامی            | حمایت از سعید جلیلی                                  | شکست               |
| ۱۴۰۳دوم   | ائتلاف مردمی نیروهای انقلاب اسلامی            | حمایت از سعید جلیلی                                  | شکست               |
| ۱۴۰۳دوم   | جبهه صبح ایران                                | حمایت از سعید جلیلی                                  | شکست               |
| ۱۴۰۳دوم   | جبهه پایداری انقلاب اسلامی                    | حمایت از سعید جلیلی                                  | شکست               |

مجلس
| سال       | ائتلاف (های) حاضر در انتخابات                                                                                         | کرسی‌ها | -/+  | وضعیت در مجلس |
| --------- | --- | ------ | ---- | ------------- |
| ۱۳۸۳–۱۳۸۲ | ائتلاف آبادگران ایران اسلامی (فقط تهران) ائتلاف خدمتگزاران مستقل ایران اسلامی جبهه وفاق ایران اسلامی                  | ؟      | جدید | اکثریت        |
| ۱۳۸۷–۱۳۸۶ | جبهه متحد اصول‌گرایان ائتلاف فراگیر اصول‌گرایان                                                                         | ۱۷۷    | ؟    | اکثریت        |
| ۱۳۹۱–۱۳۹۰ | جبهه متحد اصول‌گرایان جبهه ایستادگی ایران اسلامی جبهه بصیرت و بیداری اسلامی                                            | ۱۸۴    | ۷    | اکثریت        |
| ۱۳۹۵–۱۳۹۴ | ائتلاف بزرگ اصول‌گرایان                                                                                                | ۸۴     | ۱۰۰  | مجلس معلق     |
| ۱۳۹۹–۱۳۹۸ | شورای ائتلاف نیروهای انقلاب اسلامی                                                                                    | ۱۸۲    | ۹۸   | اکثریت        |
| ۱۴۰۳–۱۴۰۲ | شورای ائتلاف نیروهای انقلاب اسلامی شورای وحدت نیروهای انقلاب اسلامی ائتلاف مردمی نیروهای انقلاب اسلامی جبهه صبح ایران | ۱۶۲    | ۲۰   | اکثریت        |

## فراکسیون‌های پارلمانی
| ◎ | رهبر پارلمانی جناح اصول‌گرایان |
|   | فراکسیون حائز اکثریت در مجلس  |

فراکسیون‌های جبهه‌ای
| دوره | سال‌ها     | فراکسیون(ها)                      | فراکسیون(ها)                     | فراکسیون(ها)                 | فراکسیون(ها)                 |
| ---- | --------- | --------------------------------- | -------------------------------- | ---------------------------- | ---------------------------- |
| ۷    | ۱۳۸۶–۱۳۸۳ | اصول‌گرایانرئیس: باهنر ◎           | —                                | —                            | وفاق و کارآمدیرئیس: میرمحمدی |
| ۷    | ۱۳۸۷–۱۳۸۶ | اصول‌گرایانرئیس: باهنر ◎           | اصول‌گرایان تحول‌خواهرئیس: خوش‌چهره | حزب‌اللهرئیس: طباطبایی        | وفاق و کارآمدیرئیس: میرمحمدی |
| ۸    | ۱۳۹۱–۱۳۸۷ | پیشرفت و عدالترئیس: باهنر         | انقلاب اسلامیرئیس: حسینیان       | اصول‌گرایانرئیس: لاریجانی ◎   | اصول‌گرایانرئیس: لاریجانی ◎   |
| ۹    | ۱۳۹۵–۱۳۹۱ | اصول‌گرایانرئیس: حداد عادل ◎       | اصول‌گرایانرئیس: حداد عادل ◎      | رهروان ولایترئیس: جلالی      | رهروان ولایترئیس: جلالی      |
| ۱۰   | ۱۳۹۶–۱۳۹۵ | نمایندگان ولاییرئیس: حاجی‌بابایی ◎ | ولایترئیس: لاریجانی              | ولایترئیس: لاریجانی          | ولایترئیس: لاریجانی          |
| ۱۰   | ۱۳۹۹–۱۳۹۶ | نمایندگان ولاییرئیس: حاجی‌بابایی ◎ | —                                | —                            | —                            |
| ۱۱   | ۱۴۰۳–۱۳۹۹ | انقلاب اسلامیرئیس: قالیباف ◎      | انقلاب اسلامیرئیس: قالیباف ◎     | انقلاب اسلامیرئیس: قالیباف ◎ | انقلاب اسلامیرئیس: قالیباف ◎ |

فراکسیون‌های حزبی
| دوره | سال‌ها     | حزب(ها)                |
| ---- | --------- | ---------------------- |
| ۷    | ۱۳۸۵–۱۳۸۳ | —                      |
| ۷    | ۱۳۸۷–۱۳۸۵ | وفاداران رئیس: پاک‌نژاد |
| ۸    | ۱۳۹۱–۱۳۸۷ | مؤتلفهرئیس: بادامچیان  |
| ۹    | ۱۳۹۵–۱۳۹۱ | مؤتلفهرئیس: مصری       |
| ۱۰   | ۱۳۹۹–۱۳۹۵ | —                      |
| ۱۱   | ۱۴۰۳–۱۳۹۹ | مؤتلفهرئیس: ؟          |